# José Valero Villavicencio
José Valero Villavicencio   (Sevilla, 1808 - Barcelona, 12 de gener de 1891) va ser un actor romàntic espanyol, un dels més destacats de l'escena artística espanyola del segle xix.
Va néixer a la ciutat de Sevilla el 1808, fill d'Antonio Valero i de Concepción Villavicencio. El seu pare era actor, havia començat a treballar a Sevilla, i va ser força estimat pel públic de l'època. Valero es va iniciar en el teatre amb el seu pare l'any 1815, amb només set anys. Va debutar sent un nen fent el paper de princesa en el drama El pastelero de Madrigal, i amb un monòleg escrit especialment per a ell.
Durant els darrers anys del regnat de Ferran VII va actuar en diversos teatres d'aficionats, on va destacar pels seus progressos en les arts escèniques, que no van passar desapercebudes pel públic. Després va ingressar a la companyia del teatre de la Cruz de Madrid, ocupant la plaça de galà que havia deixat el difunt Santiago Casanova. El públic va acollir-lo bé, i ben aviat es va convertir en un dels més afavorits.
Valero va triomfar en tots els gèneres dramàtics per igual. Va destacar pels seus grans dots en l'art de la interpretació i la seva expressivitat; va ser membre de l'escola efectista romàntica de caràcter realista, juntament amb altres actors contemporanis com Carlos Latorre, José García Luna, Pedro González Mata o José Calvo, i disposava d'un gran repertori, tant còmic com dramàtic. És anomenat com un dels bons actors del teatre romàntic, segons el crític teatral Josep Yxart. Hom el considera l'actor més representatiu del romanticisme exaltat i el melodramatisme francès. De fet, sovint s'afirma que Valero va imposar en els espectadors, que en el aquell moment eren més proclius a les comèdies costumistes, el drama romàntic a través de la interpretació de personatges d'obres romàntiques i amb les seves caracteritzacions de riallades, remordiments, agonia o de venjança.
Quan va crear-se el Reial Conservatori de Madrid (1830), va esdevenir-ne professor honorari, obtenint la plaça amb mèrits. Així mateix va tenir com a deixebles els actors José Mata i Pedro Delgado, que van mantenir l'efectisme romàntic de caràcter realista que havia dut a terme el seu mestre.
Al llarg de la seva vida va interpretar innombrables papers en obres com Baltasar d'Avellaneda, Los amantes de Teruel, El mal apóstol y el buen ladrón de Hartzenbusch, La campana de la Almudaina de Joan Palou i Coll, Juan Lorenzo d'Antonio García Gutiérrez, Las querellas del reu sabio d'Eguílaz, entre d'altres com Flor de un día, El patriarca del Túria, Guzmán el Bueno, Haroldo el normando, etc. Moltes es van representar durant diverses temporades en els principals teatres de ciutats d'arreu d'Espanya com Madrid, Barcelona, Cadis, Saragossa, Sevilla, València, Màlaga, Valladolid, entre d'altres. També va recórrer els països d'Amèrica Llatina: Cuba, Puerto Rico, Mèxic, Uruguai, Argentina, Xile, i en alguns més d'una vegada, on va ser ovacionat. Val a dir que Valero va destacar també per la seva faceta caritativa envers els pobres: el 1852 va recórrer les principals ciutats espanyoles pagant de la seva butxaca els sous i despeses i destinava íntegrament el producte de les funcions en benefici de l'Hospital de la Princesa de Madrid, fet que va cridar l'atenció del ministre de Foment, que va voler agrair-li amb una mercè, i Valero va demanar sols un llit en aquell hospital en cas de necessitar-ho. També va prodigar caritats a Amèrica, i donava els beneficis a hospitals i cases de caritat. Va cridar l'atenció també del president de Mèxic, Benito Juárez, el 1868, que també va voler agraciar-lo i Valero va demanar salvar de la mort a un condemnat, que va ser perdonat. A Buenos Aires va rebre un donatiu d'un capitalista d'origen espanyol, i va ser el darrer lloc on va viatjar quan era ancià per acomiadar-se del públic.
El 1889 va ser homenatjat al Teatre Eldorado de Barcelona de la mà d'Antonio Vico i davant d'un públic entusiasta. Valero hi va llegir un discurs d'agraïment. Malgrat la seva carrera fulgurant, al final de la seva vida la seva condició econòmica era humil i va instal·lar-se a Barcelona a passar els darrers anys de vida. Va morir a la capital catalana el 12 de gener de 1891. El seu enterrament va ser multitudinari, els carrers per on va passar el seguici fúnebre van omplir-se completament i a ciutats com Cadis i Madrid es van fer funcions en memòria de l'actor.
Políticament va ser partidari de l'absolutisme durant el regnat de Ferran VII. A la mort del monarca, va militar en el carlisme fins a la seva mort. En el seu darrer viatge a Buenos Aires, va fer una visita al pretendent Carles de Borbó i el va convidar a assistir a la funció on actuava.
En l'àmbit persona va casar-se en primeres núpcies a Madrid amb Clara Ruiz. Tanmateix, morta al caps d'uns anys, es va casar en segones núpcies amb la soprano Emilia Moscoso, que va destacar en els teatres espanyols de l'època, i amb qui va tenir dos fills, però que va morir el 1858 tan sols als quatre anys de matrimoni.